# Còcul
El còcul o còccul (Cocculus laurifolius) és una espècie de planta amb flors de la família de les menispermàcies, nadiua del peu de l'Himalaia, la Xina, les Filipines i el Japó
És un arbre de grandària mitjana, que assoleix de 12 a 18 metres d'altura, amb una amplària de 6 a 12 metres. Forma una gran capçada arrodonida amb mitjà o ràpid creixement. Les fulles són simples, de 18 a 40 cm de longitud i disposades en conjunts, de color verd a groguenc. És una planta dioica. Les flors, que es produeixen a la primavera, són de color blanc amb punts grocs. El fruit és una càpsula allargada que neix verda i acaba de color marró abans de caure.

## Galeria

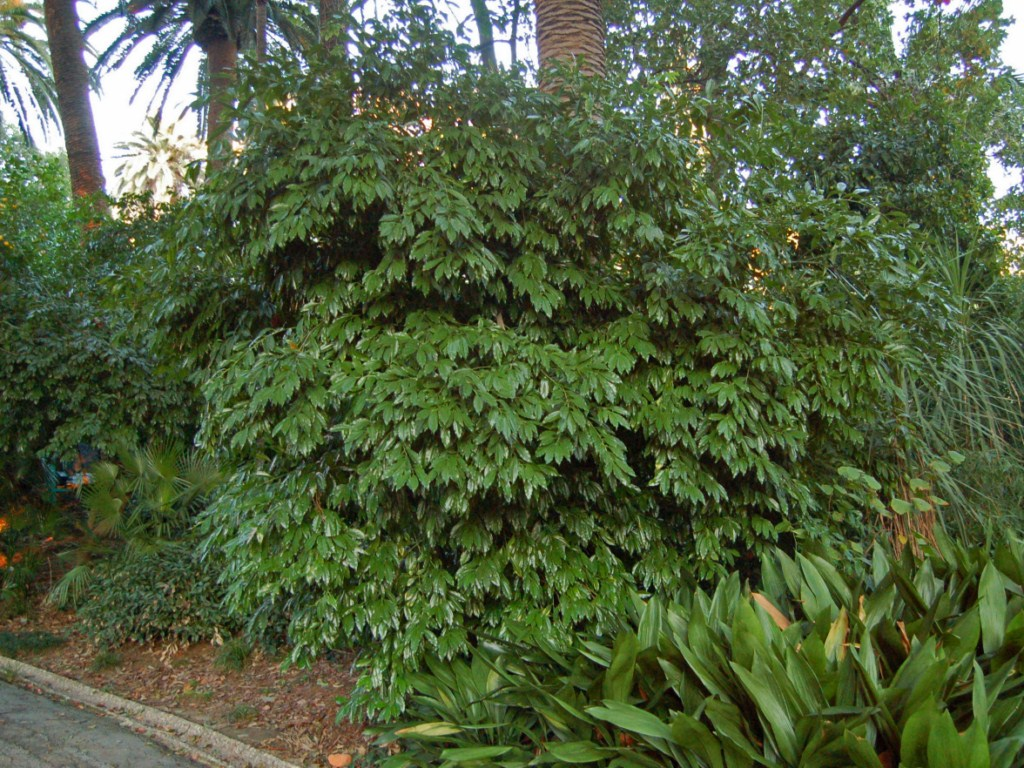
Planta de Cocculus laurifolius
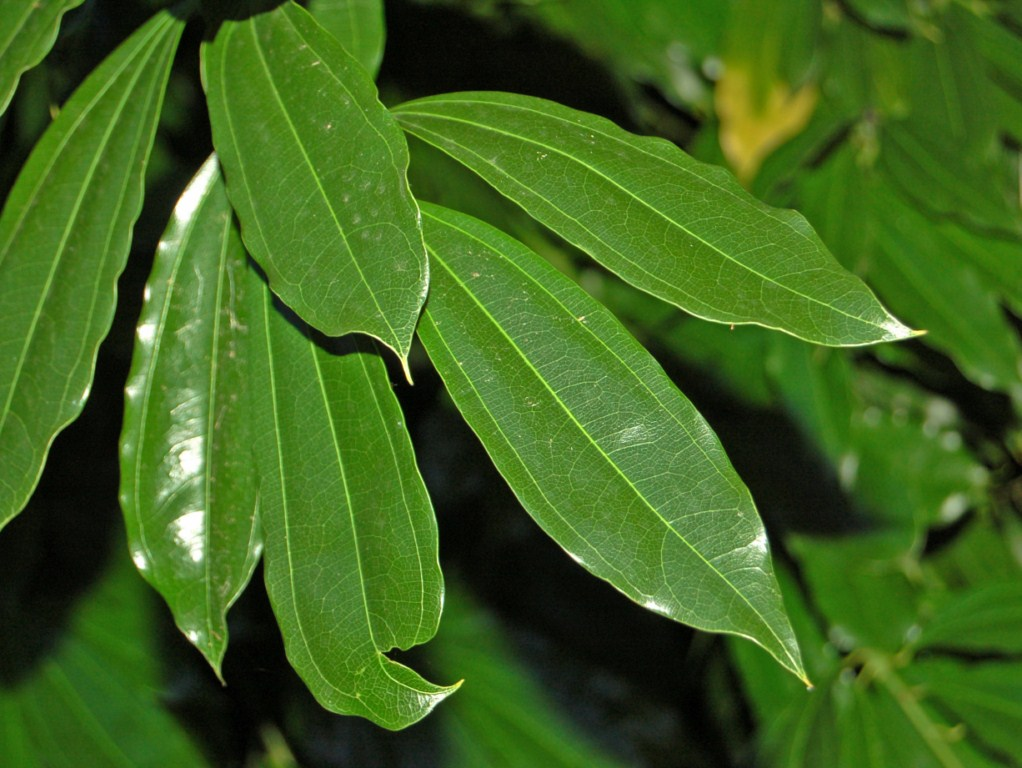
Fulles de Cocculus laurifolius